# Храм Иверской иконы Божией Матери (Растуново)
Храм Иверской иконы Божией Матери — православный храм в селе Растуново, Домодедовский район, Московская область.

## История
В XV—XVII веках, село Растуново носило название «Ростунова слободка». Здесь стоял деревянный храм, поставленный в 1627 году во имя святителя Николая. При храме жили нищие и убогие люди. На Воскресенском погосте, позже слившемся с селом Растуново, находилась церковь в честь Воскресения Христова.
В 1797—1799 годах владельцем местного имения, коллежским асессором А. П. Демидовым был возведён, в честь Иверской иконы Божией Матери, поныне существующий в селе Растуново каменный храм. Храм сооружён в формах зрелого классицизма.
Храм — восьмигранник в три света завершён высоким куполом с миниатюрным трибуном и главкой. С востока к нему примыкает пониженная полуротонда алтаря, с запада — трапезная палата, слитая с объёмами Петропавловского и Покровского приделов. Декоративное убранство сосредоточено в верхней части восьмигранного столпа, в его широком дорическом антаблементе и аттике с трёхчастными термальными окнами. Из двух боковых богато разработанных порталов сохранился только северный.

Отдельно-стоящая пятиярусная колокольня, составлявшая с церковью единый архитектурный ансамбль, утрачена. Церковь действует.
Широкий купол церкви Иверской иконы Божией Матери доминирует в равнинной панораме местности.
Храм имеет два придела:
- во имя святителя Николая (в память о древнем храме)
- во имя святых апостолов Петра и Павла.

После 1917 года храм был закрыт. До конца 1950-х годов, здание использовалось в качестве сельского клуба и склада. Помещения за это время ни разу не ремонтировались
В начале 1990-х годов, храм в честь Иверской иконы Божией Матери был возвращён верующим.
Реставрационные работы, в настоящее время, в основном завершены.

### Престольный праздник
Престольный праздник иконы Божией Матери Иверская:
- 25 февраля,
- 26 октября,
- 26 апреля

### Настоятель
Настоятель — протоиерей Игорь Иванович Шемонаев. Сменил о. Даниила в 1992 году, — после его безвременной кончины. В 1992 г. храм в селе Растуново был освещен во имя Иверской иконы Божией Матери.

При о. Игоре Шемонаеве реставрационные работы продолжились.